# Eric Ericson Award
Eric Ericson Award är en internationell tävling för yngre kördirigenter uppkallad efter dirigenten Eric Ericson.
Tävlingen tillkom på initiativ av kördirigenten och professorn Stefan Parkman och drevs från början av Uppsala universitets Körcentrum, där han var verksam. Tävlingen arrangerades tre gånger – 2003, 2006 och 2009 tillsammans med Körcentrum på Rikskonserter och Sveriges Radio som arrangör där Eric Ericson International Choral Centre (EIC) stod för prissumman på 100000 kr.
De första tre gångerna tävlingen hölls valdes kördirigenterna ut, utifrån deras inskickade videoinspelningar. De fick tävla genom att repetera inför en jury med några av Sveriges främsta körer. Kvartsfinalerna skedde i Uppsala med Uppsala akademiska kammarkör och Allmänna Sången och semifinalerna i Stockholm med Gustaf Sjökvists kammarkör och S:t Jacobs Kammarkör. Till slut återstod det fyra dirigenter som möttes i en finalkonsert i Berwaldhallen där Radiokören var instrumentet. 
Efter 12 års paus anordnades tävlingen för fjärde gången i oktober 2021 arrangerat av Sveriges Radio och Berwaldhallen i samarbete med Kungliga Musikaliska Akademien, Rosenborg Gehrmans Stiftelse och Europeiska radiounionen (EBU). Prissumman var 100 000 svenska kronor samt gav vinnaren möjlighet att under de kommande tre åren gästdirigera tio av Europas främsta radiokörer. Andra och tredjepristagaren delade på 50 000kr. Under semifinalerna dirigerade tävlingsdeltagarna Eric Ericsons Kammarkör och S:t Jacobs Kammarkör för att vid finalen dirigera Radiokören. 

## Tävlingar

### 2003
2003 togs följande 16 tävlande ut: Stefan Barde (Tyskland), Robert Blank (Tyskland), Karen Cooksey (USA), Peter Dijkstra (Nederländerna), Anna Dolmazyan (Armenien), Jeffrey Jay Douma (USA), Justin Doyle (Storbritannien), Christian Grases (Venezuela), Teemu Honkanen (Finland), Risto Joost (Estland), Lilyan Kaiv (Estland), Lone Larsen (Danmark), David Lundblad (Sverige), Andreas Lönnqvist (Sverige), Sofia Söderberg Eberhard (Sverige), Markus Utz (Tyskland). 
Finalister: Peter Dijkstra, Markus Utz, Justin Doyle och Andreas Lönnqvist
Tävlingsjury: Bengt Hall (operachef, Sverige), Maria Guinand (dirigent, Venezuela), Inge Hein (korist, Danmark), Matti Hyökki (dirigent, Finland), Tõnu Kaljuste (dirigent, Estland), Theodora Pavlovitch (dirigent, Bulgarien), Dale Warland (dirigent, USA)

### 2006
2006 togs följande 16 tävlande ut från 55 sökande: Kaspars Adamsons (Lettland), Martina Batič (Slovenien), Mihhail Gerts (Estland), Florian Helgath (Tyskland), Marcis Imants (Lettland) Markus Jonsson (Sverige) Risto Joost (Estland) Thomas Kiefer (Tyskland) Johannes Kleinjung (Tyskland) David Lundblad (Sverige) Patrick Quigley (USA) Jutta Seppinen (Finland) Katarzyna Smialkowska (Polen) David Anthony Trecek-King (USA) Yoshiyuki Ueda (Japan) Stefan Vanselow (Tyskland)
Finalister: Martina Batič, Florian Helgath, Kaspar Adamsons och Risto Joost.
Tävlingsjury: Bengt Hall (operachef och juryns ordförande), Tõnu Kaljuste (dirigent, Estland), Övriga? 

### 2009
2009 togs följande tolv tävlande ut från 32 sökande: Zofia Sokolowska (Polen), Stefan Vanselow (Tyskland), Janis Liepins (Lettland), Markus Jonsson (Sverige), Dominick Diorio (USA), Maria Goundorina (Ryssland), Karen Cooksey (USA), Wei-Ching Chen (Taiwan), Maike Bühle (Tyskland), Adrija Wilma Cepaité (Litauen), Jerica Gregorc Bucovec (Slovenien), Kjetil Almenning (Norge)
Finalister: Kjetil Almenning, Jerica Gregorc Bukovec och Maria Goundorina.
Tävlingsjury: Stefan Parkman (Sverige), Gunnar Andersson (Sverige), Marguerite Brooks (USA), Kaspars Putniņš (Lettland), Grete Pedersen (Norge), Karmina Šilec (Slovenien) och Johan Pejler (Sverige). 

### 2021
2021 togs följande åtta tävlande ut från över 90 sökande: Johanna Soller (Tyskland), Daniil Lashin (Ryssland), Pierre-Louis de Laporte (Frankrike), Guillemette Daboval (Frankrike), Jurgis Cabulis (Lettland), Harry Bradford (Storbritannien), Julia Selina Blank (Tyskland), Krista Audere (Lettland) 
Finalister: Krista Audere, Harry Bradford och Julia Selina Blank 
Tävlingsjury: Cecilia Rydinger (juryordförande, Sverige), Erik Westberg (dirigent, Sverige), Justin Doyle (dirigent, Storbritannien), Sofi Jeannin (dirigent Sverige), Karin Rehnqvist (tonsättare, Sverige), Kaspar Putniņš (Radiokörens chefsdirigent, Estland) och Christiane Höjlund (korist i Radiokören, Danmark).

## Pristagare
- 2003 – Peter Dijkstra, Nederländerna
- 2006 – Martina Batič, Slovenien
- 2009 – Kjetil Almenning, Norge
- 2021 – Krista Audere, Lettland